# Толкование права
Толкование права (лат. interpretatio) —  интеллектуальный процесс, направленный на, во-первых, выявление смысла норм права самим интерпретатором (уяснение) и, во-вторых, доведение этого смысла до сведения других заинтересованных лиц (разъяснение). Уяснение и разъяснение правовых норм — два важнейших результата процесса толкования, но при этом процесс толкования права нередко ограничивается уяснением, то есть познанием смысла нормы «для себя», без сообщения этого результата другим субъектам. Толкование — важнейшая составляющая процесса применения права, более того, без толкования нет и не может быть правоприменения.

## Текст и контекст нормативного акта
Первичным объектом толкования является текст нормативного правового акта или иного источника права. Такой текст организован в соответствии как с общими закономерностями, присущими текстам вообще, так и особенностями официально-делового стиля, посредством которого нормы права выражаются в предложениях естественного языка.
При анализе текста правового акта прежде всего устанавливаются значения терминов (юридических и других сфер человеческой деятельности) и иных слов, содержащихся в нём, а также внутренние связи между этими словами, в силу чего считается, что анализ текста правового акта включает в себя 2 этапа: лексико-морфологический и синтаксический.
Но анализа собственно текста в подавляющем большинстве случаев недостаточно, что заставляет интерпретатора обращаться к контексту источника права, то есть его смысловым связям с другими источниками права и иными явлениями социальной действительности.

## Способы и виды толкования
Способы толкования — специальные приемы, правила и средства познания смысла норм права, используемые сознательно или интуитивно субъектом для получения ясности относительно правовых явлений.
В зависимости от задач интерпретатора способы толкования права делятся на:
- языковой (лингвистический, филологический, грамматический). Содержание правовой нормы выражается в тексте НПА. Способ выступает начальным приемом уяснения правовой нормы. Он состоит в определении смысла слов, установлении лексической связи между ними.
- функциональный исследует факторы и условия, в которых функционирует, реализуется толкуемая норма.
- исторический состоит в выявлении смысла правовой нормы путём обращения к истории её принятия и целям, мотивам, обусловившим её введение в систему правового регулирования.
- системный состоит в уяснении смысла правовой нормы путём сравнения её с другими нормами, выявления её связей в общей системе правового регулирования и конкретного места в нормативном акте, отрасли или системе права.

При этом языковой способ относится к анализу текста правового акта, а все иные — к познанию его контекста. Дискуссионными остаются вопросы о существовании логического и телеологического (целевого) толкования права как самостоятельных способов. На практике различные способы толкования применяются совокупно, а разграничение различных способов, как правило, не производится.
В зависимости от юридической силы результатов толкования выделяются: официальное толкование (даётся компетентными органами государственной власти и должностными лицами, носит общеобязательный или, во всяком случае, обязательный для определённого круга лиц характер) и неофициальное (даётся лицами и организациями, не наделёнными властными полномочиями, носит рекомендательный или информативный характер).
Виды официального толкования:
- аутентическое — разъяснение содержания нормы права тем органом, который их установил.
- делегированное (легальное) — толкование норм права тем органом, который их не устанавливал, но уполномочен законом давать такого рода разъяснение.
- нормативное — толкование норм права, которое является юридически обязательным для применения на практике во всех случаях, когда применяются толкуемые нормы.
- казуальное — толкование норм права при рассмотрении конкретного юридического дела; оно обязательно для применения только в отношении этого дела.

Неофициальное толкование права тоже дифференцируется по его субъектам. Так, различается обыденное толкование (осуществляется гражданами, не имеющими юридического образования, для собственных потребностей), специально-юридическое (осуществляется юристами — судьями, адвокатами, нотариусами, прокурорами и пр. — в их профессиональной деятельности), доктринальное (осуществляется учёными-юристами в процессе научных исследований).

## Методы и правила толкования
Методы толкования права подразделяются на общенаучные методы познания (анализ и синтез, индукция и дедукция, абстрагирование, аналогия, моделирование и др.) и частнонаучные, то есть собственно юридические (догматический анализ, метод юридической компаративистики, историко-правовой метод и пр.); также, в зависимости от целей конкретной интерпретации, используются методы иных наук (социологии, лингвистики, формальной и модальной логики, психологии, экономики и пр.). Особняком стоят методы семиотического анализа правовых текстов, позволяющие учитывать максимально широкие культурные контексты толкуемого источника права.
Юридическая наука и правоприменительная практика выработали набор правил толкования правовых норм, важнейшими из которых являются следующие:
- «золотое правило» (терминам и иным словам текста законодательного акта придаётся значение, которое они имеют в соответствующем литературном языке, если нет оснований для придания им отличного значения);
- научным, техническим и иным специальным терминам, употреблённым в тексте законодательного акта, придаётся то значение, которое они имеют в соответствующей области знания, если в законе не установлено иное содержание конкретного термина;
- при наличии аутентичного (то есть данного законодателем) или легального (то есть данного официальным уполномоченным органом) разъяснения термина, используемого в тексте закона, интерпретатор должен следовать этому разъяснению;
- при неясности, неоднозначности текста нормы при толковании должно отдаваться предпочтение наиболее справедливому, с точки зрения конкретной правовой системы и социальных отношений, возможному содержанию;
- при толковании необходимо учитывать аналогичные конституционные принципы, международные договоры, практику высших судебных органов государства, а также общепризнанные доктринальные воззрения специалистов в данной отрасли права (т. н. communis opinio doctorum);
- в отдельных случаях при толковании должно быть установлено, какими целями руководствовался законодатель, создавая толкуемую норму права.

Кроме того, при толковании права должны учитываться основополагающие юридические принципы, сложившиеся в доктрине и — прямо или косвенно — закреплённые в законодательстве (Lex specialis derogat generali, Lex superior derogat legi inferiori, Lex posterior derogat legi priori и др.).
Распространенная ошибка: вместо «системного» толкования (толкование нормы в системной связи с другими нормами) употребляется «систематическое» толкование — то есть неоднократное толкование.

## Результаты толкования
Результаты толкования в большинстве случаев воплощаются в интерпретационном акте. Это может быть как акт нормативный или правоприменительный компетентного органа власти (например, судебное решение), иной юридический документ (исковое заявление, договор), так и текст, не обладающий юридической спецификой (научная или публицистическая статья, заключение эксперта и т. п.).
В интерпретационном акте интерпретатор приходит к одному из следующих выводов: содержание нормы адекватно её языковому выражению (буквальное толкование), содержание нормы шире её выражения (расширительное или распространительное толкование), содержание нормы уже её выражения (ограничительное толкование).
Также, осуществляя толкование, интерпретатор выступает одновременно и критиком нормы, то есть устанавливает, соответствует ли толкуемая норма Конституции, иным законодательным актам более высокой юридической силы, не входит ли в противоречие (коллизию) с нормативными актами аналогичной юридической силы.
Успешность процесса толкования зависит от многих факторов, в том числе, от технико-юридического совершенства текста интерпретируемого акта, уровня профессиональной подготовки интерпретатора и др.

## Регулирование процесса толкования
Хотя процесс толкования права есть процесс интеллектуальный и субъективный, отдельные вопросы толкования урегулированы законодательно. В настоящее время в России не существует специального закона, целиком посвящённого толкованию права (такие законы есть во многих других государствах, например, в Канаде действует Interpretation Act 1975 г.), но отдельные нормы о толковании права содержатся в Конституции РФ (ст.ст. 15, 16, ч. 5 ст. 125), Гражданском (ст.ст. 431, 1187, 1191) и Налоговом (п. 2 ч. 1 ст. 21, п. 5 ч. 1 ст. 32, ст. 34.2) кодексах РФ, Федеральном конституционном законе «О Конституционном Суде РФ», иных законодательных актах. В Санкт-Петербурге принят специальный городской закон «Об официальном толковании законов Санкт-Петербурга»; аналогичные законы приняты и в ряде других субъектов РФ. Важное значение для толкования конкретных законодательных актов и принятых в соответствии с ними подзаконных актов имеют нормы-дефиниции, то есть специальные правовые нормы, разъясняющие значения терминов, использованных в тексте того или иного закона. В настоящее время подобные нормы содержатся в большинстве крупных законодательных актов.